# Kaiserplatz (Aachen)

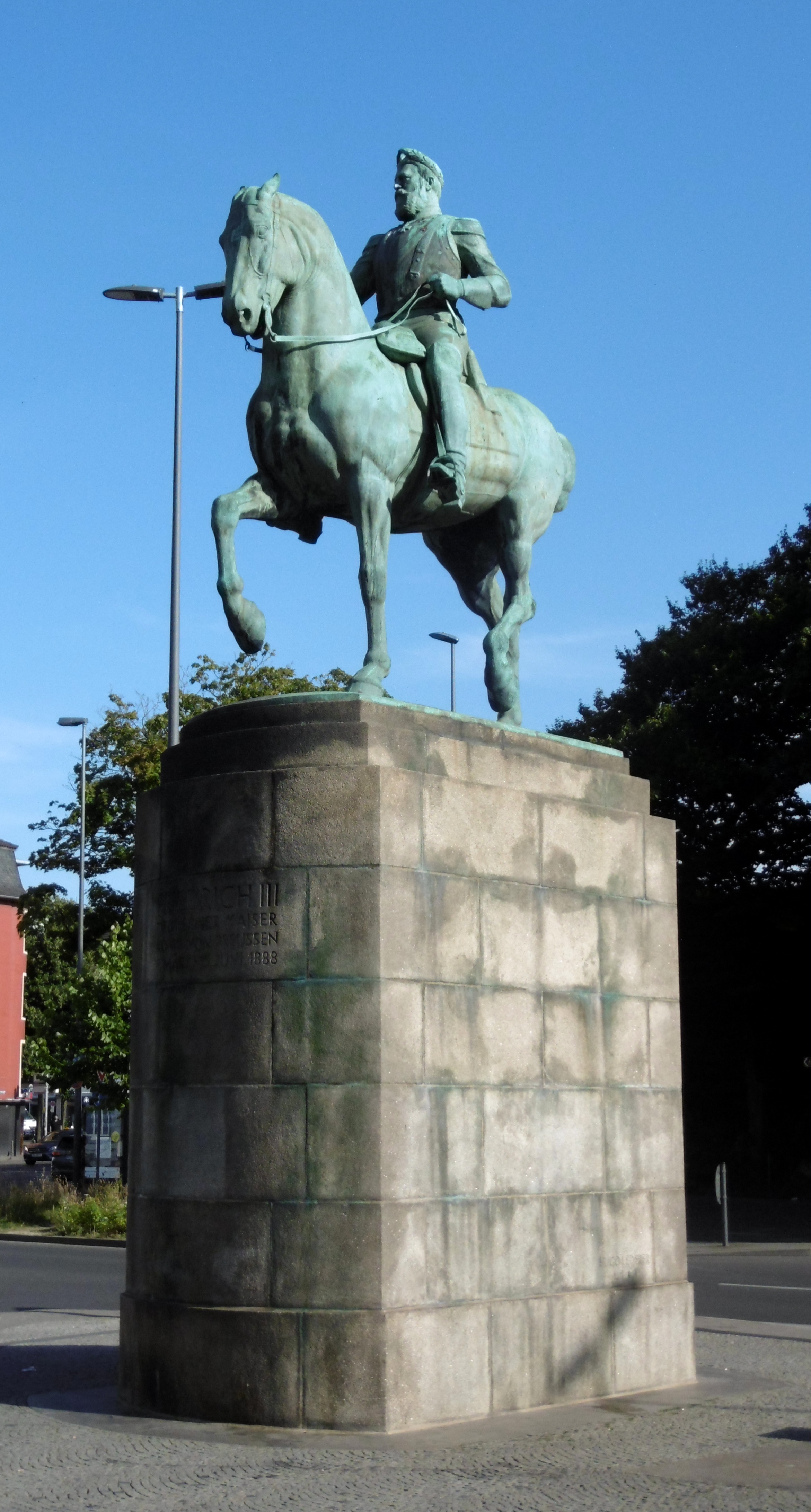
Reiterstandbild am Kaiserplatz

Der Kaiserplatz liegt im Südosten der Aachener Innenstadt. Dort kreuzen sich der Alleenring am Übergang von der Heinrichsallee zur Wilhelmstraße, der in Richtung Osten und Eifel führende Adalbertsteinweg sowie der in Richtung Westen und der Fußgängerzone führende Adalbertstift.

## Geschichte

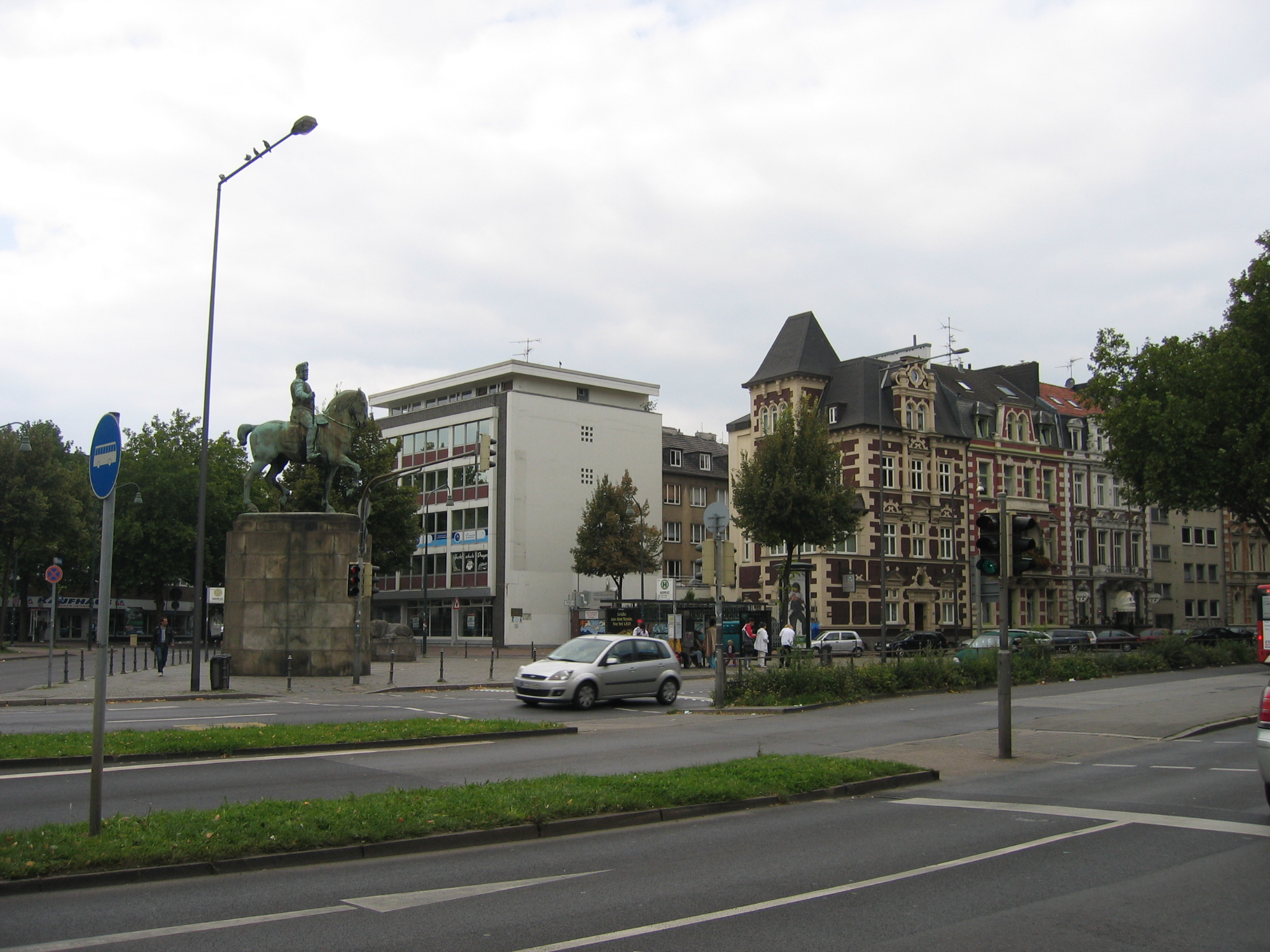
Kaiserplatz mit dem Reiterstandbild

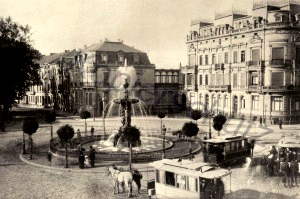
Brunnenanlage auf dem Kaiserplatz, 1893

Keimzelle des Kaiserplatzes ist das Adalbertstift, dessen Nachfolge-Bau den Platz heute noch dominiert. Den Ursprungsbau gab Kaiser Otto III. zur Beherbergung einer Reliquie des Heiligen Adalbert (Bischof von Prag im 10. Jh.) in Auftrag. Als Standort wählte er einen sieben Meter hohen Felsen in einer sumpfigen Niederung am Rande der Stadt, gelegen an der Römerstraße nach Trier. An dieser Stelle, mit 158 Meter über Normalnull die tiefste Stelle der mittelalterlichen Stadt, flossen die Stadtbäche Johannisbach, Pau und Paunell zusammen und wurden durch ein Wassertor, den Wasserturm, in die in der Niederung fließende Wurm geleitet. Der heute noch zum Teil sichtbare Felsen besteht aus gefalteten Sand- und Tonsteinen der oberdevonischen Condroz-Formation. Heinrich der Heilige, der Nachfolger Ottos III., erweiterte den 1005 eingeweihten Bau. St. Adalbert ist damit die zweitälteste Kirche Aachens nach dem Aachener Dom.
Im 19. Jahrhundert entstanden rund um die Kirche große Alleen und Stadtviertel mit reich ornamentierten Jugendstil-Häusern. 1879 erhielt der Platz, der zuvor Adalbertsrundplatz hieß, seinen heutigen Namen; er erhielt eine Bepflanzung sowie ein Rondell mit einem gusseisernen Brunnen. Diesen ließ der Aachener Unternehmer Gerhard Rehm anlässlich der Goldhochzeit des Kaiserpaares dort aufstellen, nachdem er ihn ein Jahr zuvor auf der Pariser Weltausstellung gesehen und bewundert hatte. Am 18. Oktober 1911 wurde das von dem Berliner Bildhauer Hugo Lederer geschaffene, bronzene Kaiser-Friedrich-Denkmal zu Ehren von Kaiser Friedrich III. eingeweiht.
Das kaiserliche Reichsstift war durch Napoleon aufgehoben worden. Die Adalbertkirche, eine 5-schiffige romanische Basilika, wurde durch den Kölner Architekten Heinrich Wiethase aus rotem Sandstein grundlegend erneuert. Die neue Kirche wurde 1898 geweiht und 1936 in Kontinuität ihrer Tradition wieder zur Propstei-Kirche erklärt.
Dieser zweite, neoromanische Bau wurde in der Nacht vom 13. auf den 14. Juli 1943 bei Fliegerbombenangriffen bis auf die Grundmauern zerstört. Der heutige – insgesamt also dritte – Bau stammt von 1949, der in den Jahren 1985–1997 erneut saniert werden musste. Die Innenausstattung ist vernichtet.
Auch die übrige Bausubstanz rund um St. Adalbert wurde im Zweiten Weltkrieg zu 80 % zerstört. Nur wenige der historischen Jugendstilgebäude sind erhalten. In den 1950er Jahren entstanden flächendeckend Neubauten zu Wohn- und Geschäftszwecken, ein Kinopalast und eine Fußgängerunterführung. In der 2. Hälfte des 20. Jahrhunderts entwickelte sich der Kaiserplatz immer mehr zum Verkehrsknotenpunkt. Durch den zunehmenden Autoverkehr auf dem Alleenring und die Aufsplitterung in einzeln anfahrbare Areale wurde der Platz immer weniger als einheitliches Ensemble wahrgenommen und verfiel trotz der an seiner Westseite etablierten Einkaufsmeile (Fußgängerzone) wegen der Lärmbelästigung im Wohnwert. Die historische Straßenbahn Aachen, die seit 1880 hier verkehrt hatte, sowie der Oberleitungsbus wurden 1974 durch Buslinien ersetzt.
Mit dem 2006 beschlossenen und 2015 eröffneten Bauprojekt für eine Shopping Mall – das so genannte Aquis Plaza – erhoffte sich die Stadt Aachen eine neue Aufwertung des Platzes und des Viertels.

## Der Kaiserplatz heute: Sozialer Brennpunkt
Im 21. Jahrhundert ist der historische Kernbereich des Platzes mit der Adalbertkirche auf dem Schieferfelsen, der als geologisches Naturdenkmal (Geotop) ausgewiesen ist, umgeben von einem Viertel, das sich heterogen in seiner Bausubstanz und in seiner sozialen Struktur darstellt.
Das Viertel ist beliebt bei Studenten und jungen Berufsanfängern auf der Suche nach günstigem Wohnraum, fußläufiger Anbindung zum öffentlichen Nahverkehr (Buslinien) und zu den Einkaufsstraßen westlich des Platzes (Stiftstraße, Adalbertstraße, Beeckstraße). Es gibt eine Vielzahl kleiner Einzelhandelsläden, Cafés, Shisha-Bars und Schnellrestaurants, Grillstuben und Dienstleistungsbetriebe in internationaler Hand; international ist auch die St. Adalbert-Kirchengemeinde, die insbesondere Koreaner und Spanier betreut.
Tagsüber herrscht auf dem Alleenring (Ostseite) eine hohe Verkehrsfrequenz, die neben dem Lärmpegel weitere problematische Umweltbedingungen schafft: Der ab 2010 gültige Grenzwert für Stickoxide wird gegenwärtig kontinuierlich überschritten; 2006 wurden die zulässigen Feinstaub-Höchstwerte an 20 Tagen überschritten. Grund ist u. a. die Sperrung des Durchgangsverkehrs am Friedrich-Wilhelm-Platz, wodurch sich der Verkehr nach hier verlagert hat.
Als zunehmendes soziales Problem wird von den Anwohnern die Drogenszene beklagt. Laut einer Sendung von Radio Aachen 100, eins vom 25. September 2006, die eine Befragung unter 2.750 Personen auswertete, würden 60 % der Bewohner vom Kaiserplatz wegziehen, wenn sie es sich leisten könnten. 95 % der Befragten gaben an, sich insbesondere Abends nach der Ladenschlusszeit in ihrem Viertel nicht mehr sicher zu fühlen. Sie fordern mehr Aufmerksamkeit der Stadt für den Missstand. Im Jahr 2013 gab es eine private Initiative, die ein Eingreifen der Stadt gegen offene Prostitution, Ruhestörungen und Drogenhandel forderte.
Es gibt vor Ort eine Drogenberatungsstelle der Suchtstelle Aachen, die von der Diakonie und der Caritas getragen wird. Der zur Einrichtung gehörende Drogenkonsumraum wurde am 1. Januar 2012 geschlossen. Seit Herbst 2011 ist es verboten, sich in größeren Gruppen unter dem Kaiser-Friedrich-Denkmal zu treffen. Aus diesem Grund wurden bei der Versetzung des Denkmals im Jahr 2013 alle Bänke und Sitzmöglichkeiten zurückgebaut. Trotz dieser Maßnahmen bleibt das Problem besonders mit den obdachlosen Drogenabhängigen wie Radio 700 am 15. Juni 2024 berichtete. Mehrmals täglich rücken Rettungswagen und Polizei an. Die StädteRegion Aachen hat zwar ihr Hilfsangebot im niedrigschwelligen Bereich am Kaiserplatz ausgebaut. Die Suchthilfe findet mittlerweile wieder direkt vor Ort statt, was viele Bürger verärgert. Bei umfassenden Kontrollen der Polizei im Drogenmilieu um den Kaiserplatz wurden in einem Kiosk in der Straße Gasborn Betäubungsmittel gefunden und beschlagnahmt. Bereits in der Vergangenheit wurden hier Shisha-Bars nach Kontrollen geschlossen.

## ProjektAquis Plaza
Direkt am Kaiserplatz wurde am 28. Oktober 2015 mit dem Aquis Plaza Aachens größtes Einkaufszentrum eröffnet.

## Fernstraßen
Der Kaiserplatz liegt an den Bundesstraßen   .

## Nahverkehr
Folgende Buslinien verkehren am Kaiserplatz:
| Linie  | Linienverlauf |
| ------ | --- |
| 2      | Preuswald – Kaiser-Friedrich-Park – Misereor – Elisenbrunnen – Aachen Bushof – Kaiserplatz – Josefskirche – Kennedypark – Geschwister-Scholl-Gymnasium – Hansmannstraße (Bahnhof) – Eilendorf Schubertstraße |
| 3 A/B  | Ringlinie: Uniklinik – Westfriedhof – Schanz – Luisenhospital – Misereor – Aachen Hbf – Kaiserplatz – Eurogress – Ehrenmal/Lousberg – Ponttor – Westbahnhof – Campus Melaten – Uniklinik |
| 4      | (Uniklinik – Westfriedhof – / Weststraße –) Hanbruch – Preusweg – Franziskushospital – Jüdischer Friedhof – Schanz – Markt – Aachen Bushof – Kaiserplatz |
| 5      | Uniklinik – Westfriedhof – Schanz – Elisenbrunnen – Aachen Bushof – Kaiserplatz – Josefskirche – Bf Rothe Erde – Forst – Driescher Hof – Brand Schulzentrum – Brand |
| 12     | Campus Melaten – Hörn – Muffet – Elisenbrunnen – Aachen Bushof – Kaiserplatz – Josefskirche – Kennedypark – Geschwister-Scholl-Gymnasium – Eilendorf – Münsterbusch – Zinkhütter Hof – Stolberg Mühlener Bf (– Birkengang – Am Sender – Donnerberg Höhenstraße) |
| 13 A/B | Ringlinie: Ponttor – Technische Hochschule – Schanz – Luisenhospital – Misereor – Aachen Hbf – Kaiserplatz – Eurogress – Ehrenmal/Lousberg – Ponttor |
| 15     | Elisenbrunnen – Aachen Bushof – Kaiserplatz – Josefskirche – Bf Rothe Erde – Forst – Brand – Krauthausen – Dorff – Breinig (– Breinigerberg – Vicht – Fleuth – Mausbach – Diepenlinchen) |
| 22     | Campus Melaten – Hörn – Muffet – Elisenbrunnen – Aachen Bushof – Kaiserplatz – Josefskirche – Kennedypark – Geschwister-Scholl-Gymnasium – Eilendorf – Atsch – Stolberg Mühlener Bf |
| 23     | (Campus Melaten –) Hörn – Muffet – Elisenbrunnen – Aachen Bushof – Kaiserplatz – Josefskirche – ASEAG – Hüls |
| 25     | Vaals (NL) – Vaalserquartier (D) – Westfriedhof – Schanz – Elisenbrunnen – Aachen Bushof – Kaiserplatz – Bf Rothe Erde – Forst – Brand – Freund – Büsbach – Stolberg Altstadt – Stolberg Mühlener Bf (– Atsch Dreieck) |
| 35     | Vaals Grenze – Vaalserquartier – Westfriedhof – Schanz – Elisenbrunnen – Aachen Bushof – Kaiserplatz – Bf Rothe Erde – Forst – Brand – Kornelimünster – Walheim – Hahn – Breinig |
| 36     | Aachen Bushof – Kaiserplatz – Normaluhr – Marienhospital – Burtscheid – Bismarckturm – (Waldfriedhof ←) Oberforstbach Gewerbegebiet – SCHUMAG – Schleckheim |
| 45     | Uniklinik – Kullen – Westfriedhof – Schanz – Elisenbrunnen – Aachen Bushof – Kaiserplatz – Bf Rothe Erde – Forst – Driescher Hof – Brand Schulzentrum (– Brand) |
| 47     | (Brand –) Hüls – Kaiserplatz – Aachen Bushof – Ponttor – Laurensberg – Richterich – Kohlscheid Weststr. – Pannesheide – Straß – Herzogenrath Bf – Ritzerfeld – Merkstein |
| 55     | Vaals Grenze – Vaalserquartier – Westfriedhof – Schanz – Elisenbrunnen – Aachen Bushof – Kaiserplatz – Bf Rothe Erde – Forst – Brand – Kornelimünster – Schleckheim – Oberforstbach / Oberforstbach Gewerbegebiet – Lichtenbusch |
| 65     | Elisenbrunnen – Aachen Bushof – Kaiserplatz – Bf Rothe Erde – Forst – Brand – Kornelimünster – Schleckheim – Oberforstbach Gewerbegebiet – Lichtenbusch |
| 66     | Während der Sperrung der B258 in Konzen wird Konzen nur vom Schülerverkehr und vom NetLiner bedient. Aachen Bushof – Kaiserplatz – Josefskirche – Bf Rothe Erde – Forst – Brand – Kornelimünster – Walheim – Friesenrath – Roetgen –Konzen Bf. – Breitestr. – Am Gericht – Imgenbroich – Monschau |
| SB66   | Während der Sperrung der B258 in Konzen wird Konzen nur vom Schülerverkehr und vom NetLiner bedient. Schnellbus: Aachen Bushof – Kaiserplatz – Scheibenstraße – Bf Rothe Erde – Brand – Kornelimünster – Walheim – Friesenrath – Roetgen – Konzen Bf. – Breitestr. – Am Gericht – Imgenbroich – Monschau |
| 73     | Uniklinik – Campus Melaten – Hörn – Westbahnhof – Ponttor – Aachen Bushof – Kaiserplatz – Josefskirche – Bf Rothe Erde – Mataréstraße (← Brand ← Freund / Niederforstbach) |
| X25    | Expressbus: Aachen Bushof – Kaiserplatz – Bf Rothe Erde – Brand – Freund – Büsbach – Stolberg Altstadt – Stolberg Mühlener Bf |
| X35    | Expressbus: Elisenbrunnen – Aachen Bushof – Kaiserplatz – Bf Rothe Erde – Brand – Kornelimünster – Walheim – Hahn |
| X73    | Expressbus: Uniklinik – Campus Melaten – Süsterau – Westbahnhof – Ponttor – Aachen Bushof – Kaiserplatz – Bf Rothe Erde – Brand (← Freund) – Niederforstbach |
| N1     | Nachtexpress: nur in den Nächten vor Samstagen sowie Sonn- und Feiertagen Elisenbrunnen → Aachen Bushof → Kaiserplatz → Josefskirche → Bf Rothe Erde → Forst → Brand → Kornelimünster → Walheim → Schleckheim → Oberforstbach → Burtscheid → Marienhospital → Theater → Elisenbrunnen |
| N8     | Nachtexpress: nur in den Nächten vor Samstagen sowie Sonn- und Feiertagen (Elisenbrunnen →) Aachen Bushof – Kaiserplatz – Josefskirche – Geschwister-Scholl-Gymnasium – Eilendorf – (Münsterbusch → Zinkhütter Hof → / Atsch ←) Stolberg Rosental |
| N60    | Während der Sperrung der B258 kann der Nachtexpress in Konzen nur die Haltestellen Konzen Bf. und Breitestr. bedienen. Aus Zeitgründen kann Imgenbroich nicht bedienen. Nachtexpress: nur in den Nächten vor Samstagen sowie Sonn- und Feiertagen Aachen Hauptbahnhof → Elisenbrunnen → Aachen Bushof → Kaiserplatz → Josefskirche → Bf Rothe Erde → Forst → Brand → Kornelimünster → Walheim → Hahn → Rott → Roetgen → Lammersdorf → Rollesbroich → Witzerath → Simmerath → Strauch Am Roßbach → Kesternich → Am Gericht → Konzen Breitestr. → Konzen Bf. → Roetgen → Friesenrath → Walheim |